# Förkristen
Förkristen är en neutral benämning på det som i äldre litteratur benämns hednisk eller hedendom. Ordet har sedan många decennier ersatt ord som hednisk eller hedendom, i arkeologisk och historisk vetenskap.
Förkristna förhållanden avser alltså inte bara de religiösa utan även sociala och kulturella förhållanden som rådde i ett land före kristendomens införande.

## Sverige före kristendomen
Många människor trodde på flera gudar innan kristendomen anlände till Sverige. De mest kända av dessa gudar var Oden, Tor och Freja. De som trodde och fortfarande tror på dessa gudar kallas för asatroende.